# أدريان مارتينيز (لاعب كرة قدم فنزويلي)
أدريان مارتينيز هو لاعب كرة قدم فنزويلي في مركز الدفاع، ولد في 14 يوليو 1993 في San Félix ‏ في فنزويلا لعب سابقاً في نادي الطائي السعودي.

## وصلات خارجية
- أدريان مارتينيز على موقع قاعدة بيانات كرة القدم.إي يو (الإنجليزية)
- أدريان مارتينيز على موقع Soccerway.com (الإنجليزية)
- أدريان مارتينيز على موقع عالم كرة القدم.نت (الإنجليزية)